# Sections spéciales en France pendant la Seconde Guerre mondiale
Après des actions de la Résistance intérieure contre les forces allemandes, il est réclamé par les Allemands des représailles, qui sont organisées par les autorités du régime de Vichy.
Auprès de chaque cour d'appel ou de tribunal militaire ou maritime, se mettent en place des sections spéciales, qui sont instituées par la loi du 14 août 1941 publiée au Journal officiel du gouvernement de Vichy le 23 août et qui sont des tribunaux d'exception chargés de juger les délits et les crimes attribués par la police de Vichy aux communistes et aux anarchistes.  

## Création
Le 21 août 1941, un jeune résistant communiste, Pierre Georges (colonel Fabien) tue l’aspirant de la Kriegsmarine Alfons Moser, à la station Barbès, dans le métro parisien,.
Hitler demande l'exécution d'otages. Pierre Pucheu, ministre de l’Intérieur, et Joseph Barthélemy, ministre de la Justice, mettent en place un tribunal spécialisé. Le texte est rédigé dans la journée du 22 août, mais pour sauver les apparences, la loi est antidatée du 14 août 1941. Elle est publiée dans le Journal officiel du 23 août.
Par ce texte, le régime de Vichy institue une section spéciale auprès des tribunaux militaires ou maritimes en zone libre et auprès des cours d’appel en zone occupée. Ces sections spéciales sont chargées de réprimer les activités communistes et anarchistes (article 1) et elles jugent en dernière instance, aucun recours n’étant possible (article 7).
La section spéciale est un tribunal d’exception, dont l’activité viole plusieurs règles fondamentales de droit : absence d'énonciation des motifs, aucun recours, aucun pourvoi, rétroactivité (la loi réprime même les activités antérieures à sa promulgation).
La première décision de cette juridiction est la condamnation à mort de trois communistes (Émile Bastard, Abraham Trzebrucki et André Bréchet), exécutés le 28 août, et une condamnation aux travaux forcés à perpétuité (le journaliste communiste Lucien Sampaix, qui sera fusillé plus tard, le 15 décembre 1941, par les Allemands).

## Installation
En pratique l’installation des sections spéciales ne fut pas toujours aisée, les candidats ne se bousculant pas pour présider ou siéger dans un tribunal dont l’objet principal est la répression de la résistance communiste et assimilée. La section spéciale auprès de la cour d’appel de Paris connaît les mêmes déboires et le ministre de la justice, Joseph Barthélemy lui-même, doit désigner ses membres. Le 23 août, dans une circulaire aux chefs de cour, le ministre précise les critères de dévouement devant faciliter le choix des membres des sections spéciales : « Vous vous attacherez à faire porter votre choix sur ceux qui vous seront connus par la fermeté de leur caractère et par leur dévouement total à l’État ». Vichy donne une prime spéciale à la répression à ceux qui veulent bien l’exercer.
Dans l’urgence, le 27 août, la section spéciale se réunit pour condamner trois personnes à mort et contenter les nazis.

## Répression de la Résistance
Les sections spéciales prononcent au total 45 condamnations à mort dont 33 par contumace.
À Paris, les premiers condamnés à mort sont les trois résistants communistes : Émile Bastard, André Brechet et Abraham Trzebrucki, guillotinés le 28 août 1941 à la prison de la Santé.
Au mois de février 1942, la section spéciale du tribunal militaire de Toulouse juge 21 résistants communistes allemands et autrichiens.
En province, les sections spéciales prononcent neuf condamnations à mort. Ainsi, le 21 mars 1943, Mendel Langer, appelé Marcel Langer, chef des FTP-MOI de la région toulousaine est condamné à la peine requise par l’avocat général Pierre Lespinasse. Langer, ancien cadre des Brigades internationales, est guillotiné le 23 juillet 1943 ; l'avocat général est exécuté en représailles le 10 octobre 1943. Quatre autres magistrats servant les sections spéciales auraient connu le même sort.

## Libération
À la Libération, le Gouvernement provisoire de la République française (GPRF) organise l’épuration. Certaines activités commises par des collaborateurs des Allemands ne sont pas des crimes prévus dans le code pénal. Aussi, l’ordonnance du 26 août 1944 institue un nouvel état juridique : l’indignité nationale.
Pour juger si les prévenus doivent être placés en état d’indignité nationale, l’article 2 de l’ordonnance crée les sections spéciales des cours de justice. Elles sont chargées d’instruire et de juger les affaires relevant uniquement de l’indignité nationale. Cependant, le lien avec les sections spéciales des cours d’appel, créées par le gouvernement de Vichy, est très vite fait par les résistants. Alors, l’Ordonnance du 30 septembre 1944 transforme les sections spéciales en chambres civiques.
Lors du procès de Philippe Pétain, le procureur général André Mornet présente ainsi les sections spéciales dans son réquisitoire du 11 août 1945 :

« Et, messieurs, ce qu’il y avait de plus odieux, de plus humiliant pour nous, c’était cette volonté des Allemands, de nous déshonorer, en faisant accomplir par des Français des besognes odieuses auxquelles Vichy se prêtait avec une servilité sans exemple, et j’arrive à cette monstrueuse institution des sections spéciales. »

## Filmographie
- Section spéciale, de Costa-Gavras, 1975.
- Nuit et Brouillard, d'Alain Resnais, 1955.